# Trichanarta picteti
Trichanarta picteti là một loài bướm đêm trong họ Noctuidae.